# Сантади
Санта̀ди (на италиански: Santadi; на сардински: Santadi) е малко градче и община в Южна Италия, провинция Южна Сардиния, автономен регион и остров Сардиния. Разположено е на 135 m надморска височина. Населението на общината е 3604 души (към 2010 г.).